# Dănuț Dobre
Dănuț Dobre (Fetești, 20 febbraio 1967) è un ex canottiere rumeno.

## Palmarès

### Olimpiadi
- 2 medaglie:
  - 2 argenti (Seul 1988 nel due senza; Barcellona 1992 nell'otto)

### Mondiali
- 2 medaglie:
  - 2 argenti (Copenaghen 1987 nel due senza; Vienna 1991 nel quattro con)